# Келецко-Сандомирская возвышенность
Келецко-Сандомирская возвышенность (пол. Wyźyna Kielecko-Sandomierska) — возвышенность на юго-востоке Польши, между Вислой и Пилицей.
Возвышенность состоит из нескольких параллельных гряд, достигающих в Свентокшиских горах высоты 612 м (гора Лысица) и вытянутых с северо-запада на юго-восток на 80 км (при ширине около 40 км). Сложена песчаниками, известняками и сланцами, перекрытыми обычно неогеновыми и ледниковыми рыхлыми отложениями. Расчленена глубокими оврагами. На территории возвышенности произрастают широколиственные и смешанные леса. Население занимается земледелием и садоводством. В пределах возвышенности расположены такие города, как Кельце и Сандомир (благодаря которым возвышенность и получила своё название).